# Trafikmeddelande
Trafikmeddelande innebär att man i en radioutsändning går in och avbryter det ordinarie programmet för att informera om tillståndet i trafiken. Informationen riktar sig till trafikanter och kan komma under musikinslag, intervjuer, sportsändningar eller annat. Meddelandet, som brukar föregås av en ljudsignal, upprepas ofta flera gånger. Ett trafikmeddelande innehåller ofta information om väglag, djur i trafiken, olyckor och olycksrisk, köbildningar eller liknande.
I Sveriges Radio är trafikmeddelanden vanligt i P4.